# Ester Salmovič
Ester Salmovič (hebrejsky:'אסתר סלמוביץ) je izraelská politička a bývalá poslankyně Knesetu za strany Comet, Ji'ud a Atid.

## Biografie
Narodila se 8. dubna 1948 v Rumunsku. V roce 1950 přesídlila do Izraele. Sloužila v izraelské armádě, kde dosáhla hodnosti seržanta (Samal). Vystudovala střední školu, absolvovala vzdělání v oboru nemovitostního práva a studovala na Otevřené univerzitě kurzy dějin Izraele. Hovoří hebrejsky a maďarsky.

## Politická dráha
Působila jako předsedkyně organizace strany Comet ve městě Naharija a členka celostátního stranického sekretariátu. Na radnici v Nahariji zasedala ve výboru pro absorpci a vzdělávání.
V izraelském parlamentu zasedla po volbách v roce 1992, do nichž šla za Comet. Stala se členkou výboru pro imigraci a absorpci, výboru pro status žen, výboru pro vzdělávání a kulturu a výboru státní kontroly. Předsedala podvýboru pro jednočlenné rodiny, imigranty a veřejné odvolání. Během volebního období odešla z mateřské strany a spoluzakládala novou formaci Ji'ud. Z ní pak také odešla a podílela se na vzniku další politické strany zvané Atid. Ta ovšem ve volbách v roce 1996 nekandidovala.